# Iznalloz

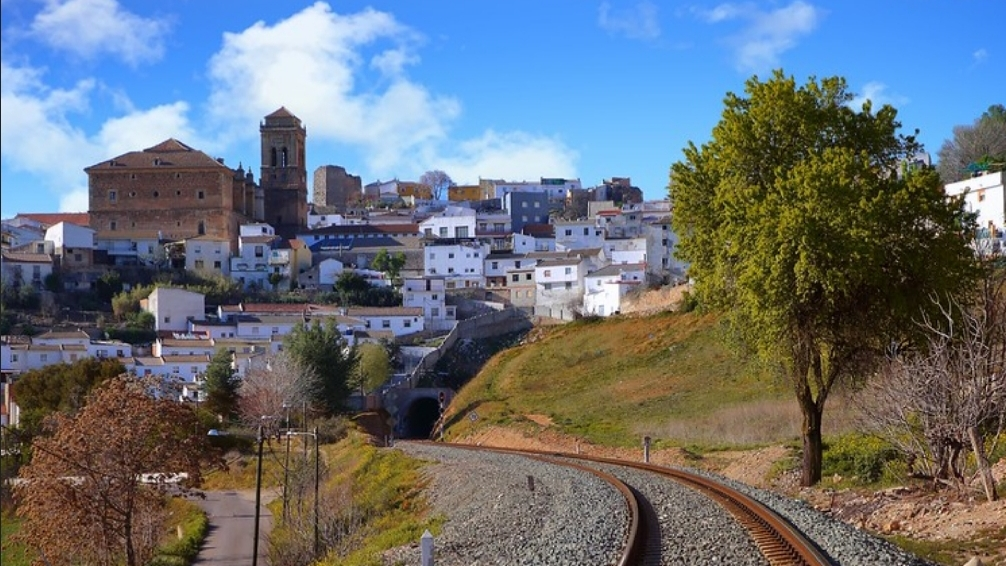

Iznalloz est une commune de la province de Grenade dans la communauté autonome d'Andalousie en Espagne.